# China (Texas)
Pour les articles homonymes, voir China.
La ville américaine de China est située dans le comté de Jefferson, dans l’État du Texas. Sa population s’élevait à 1 160 habitants lors du recensement de 2010.

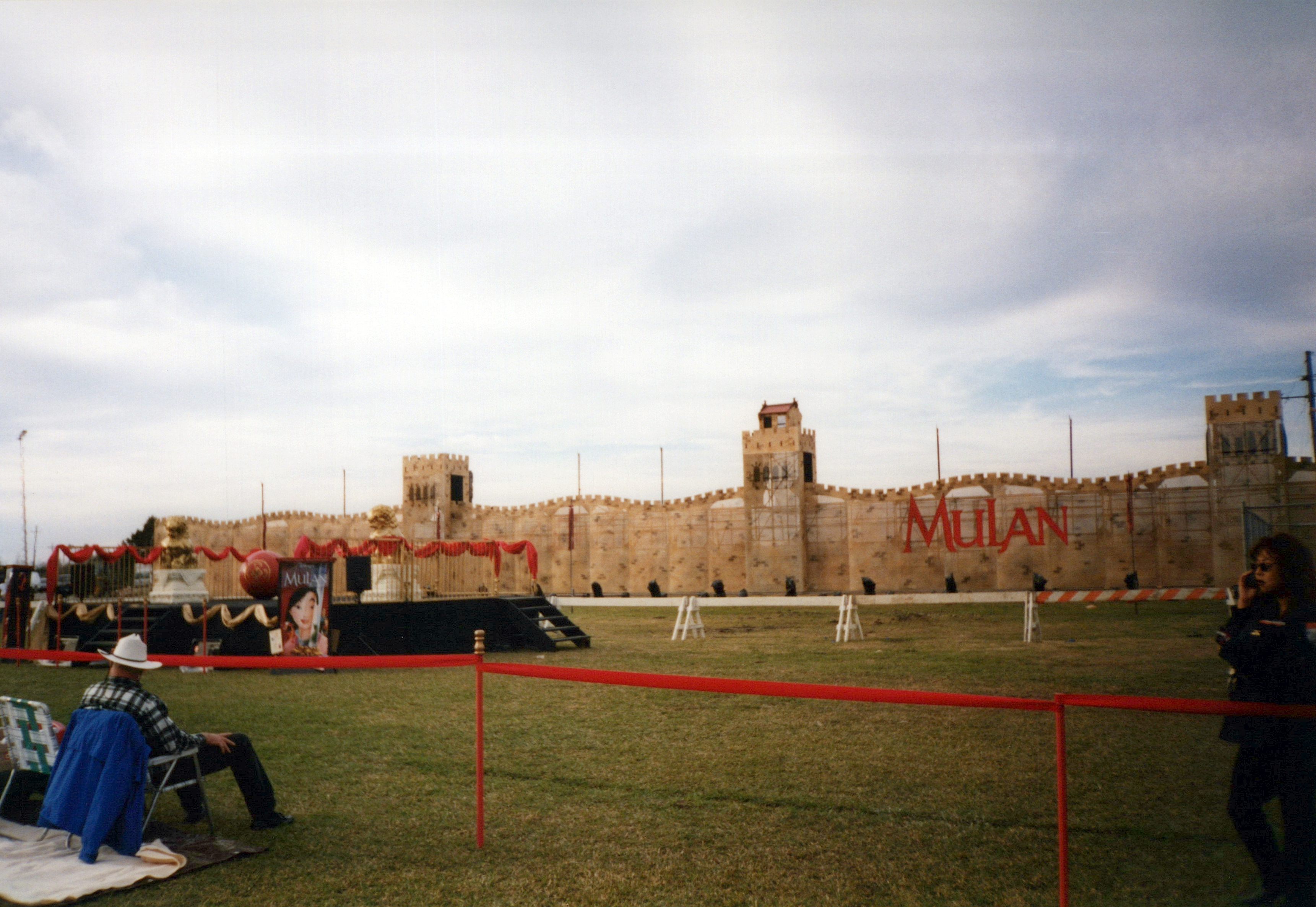
Mulan de Disney, Grande Muraille en Chine, Texas

## Source
- (en) Cet article est partiellement ou en totalité issu de l’article de Wikipédia en anglais intitulé « China, Texas » (voir la liste des auteurs).